# Statul Nilul Superior
Statul Nilul Superior este una dintre cele 25 unități administrativ-teritoriale de gradul I ale Sudanului de Sud. Reședința sa este orașul Malakal. Statul s-a scindat din vechiul Sudan și s-a integrat noului stat Sudanul de Sud pe data de 9 iulie 2011.